# El despertar (novela)
El despertar (en inglés, The Awakening) es una novela de la escritora estadounidense Kate Chopin. Fue publicada por vez primera en 1899. Ambientada en Nueva Orleans y la costa meridional de Luisiana a finales del siglo XIX, la trama gira en torno a Edna Pontellier y su lucha por reconciliar sus puntos de vista, que se alejan progresivamente de la ortodoxia sobre la feminidad y la maternidad con las actitudes sociales prevalentes del Sur en el cambio de siglo. Es una de las primeras novelas estadounidenses que se centra en temas de la mujer sin condescendencia. Es también una de las más importantes novelas escritas por una mujer estadounidense en el siglo XIX, quizá sólo segunda detrás de La cabaña del tío Tom de Harriet Beecher Stowe en términos de significado histórico y social.[cita requerida] Cuando se publicó por primera vez fue atacada por sus francas representaciones de la sexualidad femenina pero desde entonces ha sido citada por críticos y eruditos como una de las novelas estadounidenses más influyentes escritas nunca.[cita requerida] También es vista ampliamente como una obra significativa del primer feminismo (aunque el feminismo no existía como un movimiento cohesivo o género literario en aquella época).
La mezcla de la novela, de narrativa realista, incisivos comentarios sociales y complejidad psicológica hace que El despertar sea un precursor del modernismo literario y prefigura las obras de novelistas norteamericanos como William Faulkner y Ernest Hemingway y se hace eco de obras de contemporáneos como Edith Wharton y Henry James. Puede también ser considerada entre las primeras obras meridionales en una tradición que culminaría con las modernas obras maestras de Faulkner, Flannery O'Connor, Eudora Welty, Katherine Anne Porter y Tennessee Williams.

## Sinopsis
La novela comienza con la familia Pontellier de vacaciones en Grand Isle en un centro veraniego del Golfo de México administrado por Madame Lebrun y sus dos hijos, Robert y Victor. La familia Pontellier está formada por Léonce Pontellier (un hombre de negocios de ascendencia criolla) y Edna, su esposa de 28 años de edad. Tienen dos hijos, Etienne y Raoul quienes no tienen un papel destacado en la trama y que son en gran medida símbolos de la existencia proscrita de su madre. 
Edna pasa la mayor parte de su tiempo con su amiga íntima Adèle Ratignolle. En un estilo bullicioso y alegre, Adèle recuerda a Edna sus deberes como esposa y madre. En Grand Isle, Edna acaba entablando una relación con Robert Lebrun, un encantador y serio joven que busca activamente la atención y los afectos de Edna. Comienzan a enamorarse intensamente, pero Robert, sintiendo la naturaleza condenada de cualquier relación que pudiera desarrollarse entre ellos, huye a México con la excusa de perseguir una empresa de negocios innominada. 
En este punto de la novela, el peso de la narrativa se centra en las complejas y cambiantes emociones de Edna conforme ella reconcilia sus deberes filiales con su deseo de estar con Robert y su deseo de libertad social.  
Acabadas las vacaciones de verano, Edna y la familia regresan a Nueva Orleans. Gradualmente, Edna comienza a tener un papel activo en su propia felicidad y reafirma sus prioridades personales. Ella comienza a aislarse de la sociedad de Nueva Orleans y se retira de algunos de los deberes tradicionalmente asociados con la maternidad. Léonce con el tiempo llama a un doctor para diagnosticarla, temiendo que ella esté perdiendo sus facultades mentales. El doctor aconseja a Léonce que la deje estar.
Léonce decide dejar a Edna en casa mientras él marcha por negocios a la ciudad de Nueva York. Los niños son enviados para quedarse con su madre, dejando a Edna sola en la casa durante un prolongado período. Esto da a Edna espacio físico y emocional para respirar y pensar sobre varios aspectos de su vida. Mientras su esposo aún está en Nueva York, Edna decide trasladarse de su casa a un pequeño bungalow cercano. Durante este período de transición ella empieza un affair abortado con Alcée Arobin, un pretendiente persistente con una reputación de ser bastante libre en sus afectos. Es la primera vez en la novela que Edna se presenta como un ser sexual, pero el asunto resulta ser torpe y emocionalmente cargado. 
La otra persona a la que recurre Edna durante este período de soledad es Mademoiselle Reisz, una dotada pianista cuya forma de tocar es conocida por toda Nueva Orleans pero quien mantiene una existencia por lo general hermética. En una fiesta en un momento anterior de la novela, Edna resulta profundamente conmovida por la interpretación de Mlle. Reisz. Ésta está en contacto con Robert mientras está en México, recibiendo cartas de él regularmente. Edna le ruega que le revele sus contenidos, lo que hace, con lo que prueba a Edna que Robert está pensando en ella.  
Con el tiempo Robert vuelve a Nueva Orleans. Al principio se muestra distante y encontrando excusas para no estar cerca de Edna, y él con el tiempo confiesa su apasionado amor por ella. Ella admite que el viaje de negocios a México era una excusa para escapar de una relación que nunca funcionaría. 
Llaman a Edna para ayudar a Adèle con un parto difícil. Adèle ruega a Edna que pensara a lo que estaría volviendo su espalda si no se comportaba apropiadamente. Cuando Edna vuelve a casa, encuentra una nota de Robert afirmando que él se marcha y que no regresará. 
Edna queda desolada. Regresa inmediatamente a Grand Isle, donde conoció por vez primera a Robert Lebrun. También es donde aprendió a nadar, en un momento anterior de la novela, un episodio que era tanto estimulante y aterradora, y un episodio que resume perfectamente las conflictivas emociones con las que ella luchó durante el curso de la novela. La novela acaba con Edna permitiendo que la lleven las aguas del Golfo de México.

## Personajes

### Edna Pontellier
La protagonista de la novela. Se presenta como un personaje complejo y emocionalmente dinámico (una rareza para los personajes femeninos de la época). Su «despertar» a las agobiantes realidades de ser una mujer a finales del siglo XIX forma el núcleo de la trama.

### Robert Lebrun
El hijo del propietario del centro Grand Isle donde la familia Pontellier pasa sus veranos. Edna y Robert desarrollan una atracción mutua que forma el conflicto central de la novela. Él se muda a México, con la excusa de estar buscando oportunidades de negocios, para escapar de una relación que no tiene posibilidades de sobrevivir. Su regreso de México complica aún más los asuntos y lleva al trágico clímax de la novela.

### Léonce Pontellier
Es el marido de Edna. Léonce es tanto un patriarca insensible como un marido cariñoso con unas ideas muy claras sobre lo que deberían ser las preocupaciones de una mujer. Desde su perspectiva, la única pretensión de Edna en la vida es el mantenimiento ordenado del patrimonio de la familia y el cuidado de sus dos hijos. El queda sinceramente confundido ante el gradual deseo de su esposa por la emancipación y su ausencia en un dilatado viaje de negocios a la ciudad de Nueva York proporciona a Edna el espacio para reconsiderar su situación.

### Alcée Arobin
Es el amante de Edna. Cuando Robert Lebrun se marcha a México Alcée busca activamente la atención y los afectos de Edna. Al principio ambivalente respecto a la perspectiva, al final Edna se permite a sí mismo cortejarla. Alcée llega con una reputación de mujeriego pero trata a Edna en un estilo caballeresco, si bien agresivamente encaprichado.  

### Adèle Ratignolle
Amiga de la familia Pontellier. Se la presenta como oposición a Edna como una madre casi increíblemente sacrificada. Ella es el ideal tradicional de feminidad para finales del siglo XIX pero también es una presencia cálida, generosa y bulliciosa. Conforme Edna lucha por su lugar en el hogar y en la sociedad en un marco amplio, Adèle la recuerda que debe pensar en sus hijos y ponerlos a ellos por encima de todo lo demás, incluido ella misma.

### Mademoiselle Reisz
Una pianista. ida como una pianista de talento pero no forma parte del grupo de moda, Edna busca a Mlle. Reisz tanto en busca de consejo como debido a que Mlle. Reisz está en comunicación con Robert Lebrun mientras él está en México. Una mujer perspicaz y francamente honesta, es casi chamánica en la ayuda que presta a Edna a la hora de poner en orden sus emociones. 